# Зигфрид III фон Бланкенбург
Зигфрид III фон Бланкенбург (на немски: Siegfried III von Blankenburg; * пр. 1225; † сл. 1283) е граф на Бланкенбург в Харц.

## Произход
Той е третият син на граф Зигфрид II фон Бланкенбург († 1238/1245) и съпругата му Матилда фон Ампфурт († сл. 1225), дъщеря на Дитрих фон Ампфурт († сл. 1196).

## Фамилия
Зигфрид III фон Бланкенбург се жени ок. 1245 г. за Мехтилд фон Волденберг († 22 май 1265/1269), дъщеря на граф Херман I фон Волденберг-Харцбург († 1243/1244) и София фон Еверщайн († сл. 1272). Те имат децата:
- Юта фон Бланкенбург († 6 юли 1265), омъжена пр. 14 март 1259 г. за Ото 'Стари' фон Хадмерслебен († 10 януари 1275 – 19 януари 1276)
- Хайнрих II фон Бланкенбург († между 22 март 1308 – 7 март 1311), граф на Бланкенбург, женен за Гербург/Гертруд († 25 ноември 1310)
- Зигфрид фон Бланкенбург († 25 юли 1304), домхер в Халберщат (1275), домхер в Хилдесхайм (1275 – 1294), катедрален приор на Халберщат (1304)
- Херман I фон Бланкенбург († 27 или 28 октомври 1303), епископ на Халберщат (1296 – 1303)
- Бурхард II фон Бланкенбург († 18 май 1305), архиепископ на Магдебург (1296 – 1305)
- Мехтилд фон Бланкенбург († сл. 1269), абатиса на Мариенщул близо до Егелн
- Йохан фон Бланкенбург († сл. 1285), домхер в Хилдесхайм (1283 – 1285)